# 扬岛 (南极洲)
扬岛是南极洲巴勒尼群岛三座主要岛屿之一，是三座岛屿位置最西及最北的岛屿。东南距巴克尔岛8公里。是一座火山岛，最高点海拔1340米。